# Lịch sử quân sự Úc trong Chiến tranh thế giới thứ hai

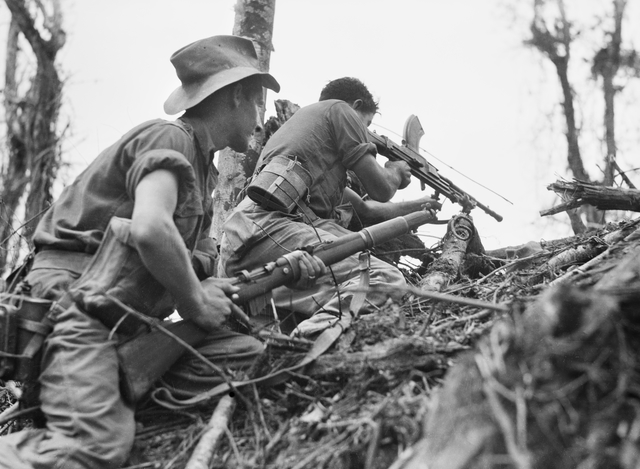
Lính Úc dùng súng máy tại trận địa gần Wewak tháng 6 năm 1945

Sau khi Đức Quốc xã xâm lăng Ba Lan, chính phủ Úc tuyên chiến với Đức ngày 3 tháng 9 năm 1939 và theo phe Đồng Minh tham gia Chiến tranh thế giới thứ hai. Tính đến cuối cuộc chiến gần 1 triệu lính Úc chiến đấu trên nhiều mặt trận - nhất là ở châu Âu, Bắc Phi và tây-nam Thái Bình Dương. Ngoài ra, trong cuộc thế chiến này, lần đầu tiên trong lịch sử lãnh thổ Úc bị ngoại bang (Nhật Bản) tấn công.
So với dân số ít ỏi lúc bấy giờ, quân đội Úc chịu khá nhiều tổn thất trong Chiến tranh thế giới thứ hai với 27.073 chết và 23.477 bị thương.
Quân Úc chiến đấu trên hai mặt trận chính. Dưới hình thức thành viên của Khối Thịnh vượng chung Anh, Úc tham gia chiến trường Âu-Phi chống lại quân Đức và Phát xít Ý. Tại tây nam Thái Bình Dương quân đội Úc là một lực lượng chủ yếu cùng chiến tuyến với Hoa Kỳ và Anh Quốc trong cuộc đấu tranh chống Nhật Bản. Khi chiến trường Thái Bình Dương nổ ra, phần lớn lực lượng Úc được kéo về từ chiến trường Âu-Phi. Tuy nhiên quân Úc vẫn tiếp tục tham gia các cuộc không chiến chống Đức.
Chiến tranh thế giới thứ hai gây ra nhiều thay đổi về kinh tế, quân sự và chính sách ngoại giao của Úc. Kỹ nghệ Úc phát triển mạnh mẽ, chính phủ Úc tăng cường củng cố lực lượng quân sự trong thời bình và chính sách liên hiệp quân sự của Úc dần ngả theo Hoa Kỳ hơn là Anh Quốc. Xã hội Úc cũng thay đổi qua các cuộc di tản di cư từ châu Âu sau cuộc chiến.

## Tình hình trước cuộc chiến

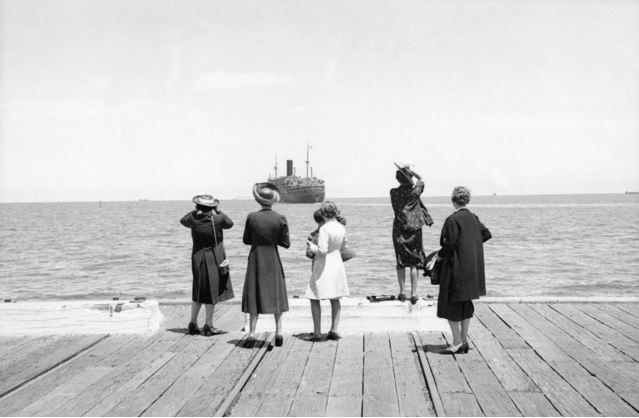
Hình ảnh năm người đàn bà tiễn chồng con từ hải cảng Melbourne theo Sư đoàn 6 ra trận - tháng 12 năm 1939

Sau cuộc khủng hoảng kinh tế năm 1929 - 1932, kinh tế Úc bị trì trệ và ngân khoảng dành cho phát triển quân sự bị cắt giảm. Chính phủ Úc lúc bấy giờ theo chính sách ngoại giao của Anh quốc, nhận bang giao với Đức Quốc xã với điều kiện Đức phải tôn trọng lãnh thổ và quyền độc lập của Ba Lan. Khi quân Đức không chịu rút khỏi Ba Lan, chính phủ Anh tuyên chiến với Đức. Chính phủ Úc cũng lập tức tuyên chiến với Đức ngày 3 tháng 9 năm 1939. Mặc dù không ai ham thích tham dự cuộc chiến ở khu vực quá xa quê nhà, chính phủ Úc phải theo phe Anh vì Úc phụ thuộc thế lực quân sự Anh trong tình hình an ninh tại Thái Bình Dương.
Khi tuyên chiến, quân lực Úc còn rất trẻ và yếu ớt. Trong ba quân chủng, Hải quân Úc được coi là khá nhất trong tư thế chuẩn bị mặc dù chỉ có 2 tuần dương hạm nặng, 4 tuần dương hạm nhẹ, 2 tàu hộ tống, 5 khu trục hạm cũ kỹ và vài chiếc ghe xuồng quân đội nhỏ. Lục quân Úc chỉ có 3.000 lính tại ngũ và 80.000 lính dân sự trừ bị. Không quân Úc còn tệ hơn nữa, chỉ có 246 máy bay, phần lớn là loại cũ. Chính phủ Úc tăng ngân khoảng quân sự, gửi phi công sang tăng cường cho không quân Đồng Minh nhưng chưa cho lực lượng quân đội đi đánh viễn chinh vì còn đang lo ngại Nhật Bản rình rập.
Quân Úc nổ súng lần đầu tiên vài giờ sau khi tuyên chiến. Đại bác tại đồn Queenscliff bắn cảnh cáo khi một tàu Úc toan rời Melbourne khi chưa được phép nhổ neo. Ngày 10 tháng 10 năm 1939, một chiếc máy bay Short Sunderland thuộc Phi đoàn 10 Không quân Úc đang nằm tại Anh để tu sửa được cho ra chiến đấu tại Tunisia.

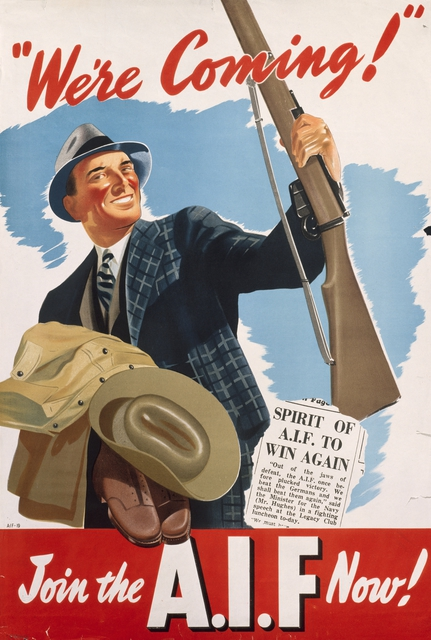
Bích chương quảng cáo kêu gọi dân Úc nhập ngũ

Ngày 15 tháng 9 năm 1939, Thủ tướng Úc Robert Menzies công bố thành lập Lực lượng Đế quốc số 2 của Úc (Australian Imperial Forces - AIF). Lực lượng quân đội viễn chinh này gồm 20.000 lính - thuộc 1 sư đoàn lục quân (Sư đoàn 6) và các đơn vị trực thuộc. Lực lượng AIF là lực lượng viễn chinh, hoạt động riêng rẽ, không liên hệ trực tiếp với lực lượng quốc phòng dự bị Úc (Australian Army Reserve hay Citizen Military Forces - CMF) và không nhận thuyên chuyển quân lính từ CMF.
Ngày 15 tháng 11, Menzies ra lệnh tổng động viên, bắt đầu cuộc bắt buộc nhập ngũ từ ngày 1 tháng 1 năm 1940. Cuộc động viên phát triển nhanh chóng và đến tháng 3 năm 1940, một trong 6 người trong tuổi quân đội đã đăng ký và mức nhập ngụ tăng vọt lên sau khi Đức tấn công và chiếm nước Pháp vào tháng 6 năm 1940. Tuy lý do nhập ngũ khác nhau, phần lớn là do tinh thần bảo vệ tổ quốc và mẫu quốc, Đế quốc Anh.
AIF tạo lập các đơn vị chủ lực trong năm 1939 - 1941. Sư đoàn 6 Lục quân Úc được lập ra vào tháng 10 năm 1939. Đầu năm 1940 khi được Anh Quốc trấn an rằng Nhật sẽ không mở cuộc xung đột phía nam Thái Bình Dương, chính phủ Úc quyết định đưa Sư đoàn 6 sang Pháp để thao dợt vũ trang dưới chỉ huy của quân đội viễn chinh Anh. Nhưng chưa sang kịp thì Pháp đã thất trận lọt vào tay quân Đức, Sư đoàn 6 được đưa sang trung Đông. Sư đoàn 7, 8 và 9 Lục quân Úc được dựng lên đầu năm 1940, ngoài ra còn có thêm bộ chỉ huy Quân đoàn 1 và một số lực lượng nhỏ khác. Sư đoàn 1 Thiết giáp Úc cũng được dựng lên nhưng không rời khỏi nước Úc.
Chính phủ Úc lúc đầu dự tính đưa toàn bộ lực lượng không quân Úc ra nước ngoài, nhưng sau đó quyết định chú trọng tiềm lực vào huấn luyện và tăng cường khả năng tác chiến của không quân Đồng Minh Anh. Cuối năm 1939, Úc và các nước thuộc khối Thịnh vượng chung Anh thiết lập Dự án Huấn luyện Không quân Đế quốc (Empire Air Training Scheme - EATS) để huấn luyên phi công tác chiến cho không quân Anh và Đồng Minh. Gần 28.000 người Úc được EATS huấn luyện tại Úc, Canada và Rhodesia. Một số phi công Úc gia nhập Phi đoàn Article XV của Úc, phần lớn theo các phi đoàn không quân Anh và các đơn vị Đồng Minh khác. Những phi công này không thuộc chỉ huy không quân Úc. Vì vậy sử gia Úc thường chỉ trích chính sách huấn luyện EATS đã làm trì trệ sức phát triển của không quân Úc. Phi công Úc tốt nghiệp từ EATS chiếm khoảng 9% tổng số phi công Đồng Minh tham gia chiến đấu tại nhiều mặt trận của Chiến tranh thế giới thứ hai.

## Địa Trung Hải, Trung Đông và châu Phi
Trong những năm đầu của Thế chiến, quân Úc theo sát chiến lược của quân Anh, vì thế phải theo quân Anh đánh quân Đức tại Địa Trung Hải, Trung Đông và châu Phi. Quân Úc là một lực lượng chủ yếu của quân đội Khối Thịnh vượng chung Anh. Lục quân Úc AIF và không quân Úc RAAF tham gia nhiều trận đánh khốc liệt tại những vùng đất xa xôi quê nhà này.

### Bắc Phi

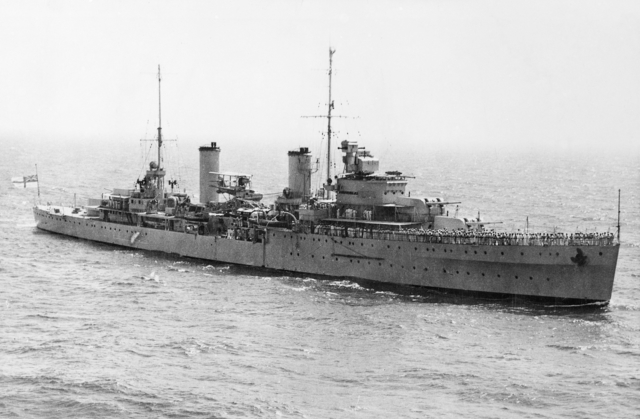
Chiến thuyền HMAS Sydney năm 1940

Trong ba quân chủng, Hải quân Úc đụng trận đầu tiên tại mặt trận Địa Trung Hải. Khi Ý tham gia chiến tranh ngày 10 tháng 6 năm 1940, Hải quân Úc gồm 1 chiếc tuần dương HMAS Sydney và 5 chiếc khu trục quá cũ đang thả neo tại Alexandria (Ai Cập) trong hạm đội của Hải quân Hoàng gia Anh. Trong vài ngày đầu của chiến trận Địa Trung Hải, Sydney bắn chìm một tàu khu trục Ý và chiến hạm HMAS Voyager bắn chìm một tàu ngầm. Tại trận Cape Spada, tàu Sydney và một toán khu trục Anh tấn công hai chiếc tuần dương Bartolomeo Colleoni và Giovanni dalle Bande Nere của Ý. Bartolomeo Colleoni bị bắn chìm. Chiến hạm Sydney tham chiến suốt năm 1940 và sau đó được tàu HMAS Perth sang thay phiên vào tháng 2 năm 1941.
Lục quân Úc tham chiến lần đầu tiên trong chiến dịch Compass trên chiến trường Bắc Phi từ tháng 12 năm 1940 đến tháng 2 năm 1941. Sư đoàn 6 Úc được lệnh đến tiếp ứng Sư đoàn 4 Ấn Độ ngày 14 tháng 12. Sư đoàn 6 lúc bấy giờ tuy còn thiếu kinh nghiệm và vũ khí, nhưng đã huấn luyện kỹ nên vẫn chấp nhận lệnh đi cùng của Sư đoàn 7 Thiết giáp Anh tấn công và chiếm đóng các đồn ải của quân Ý.

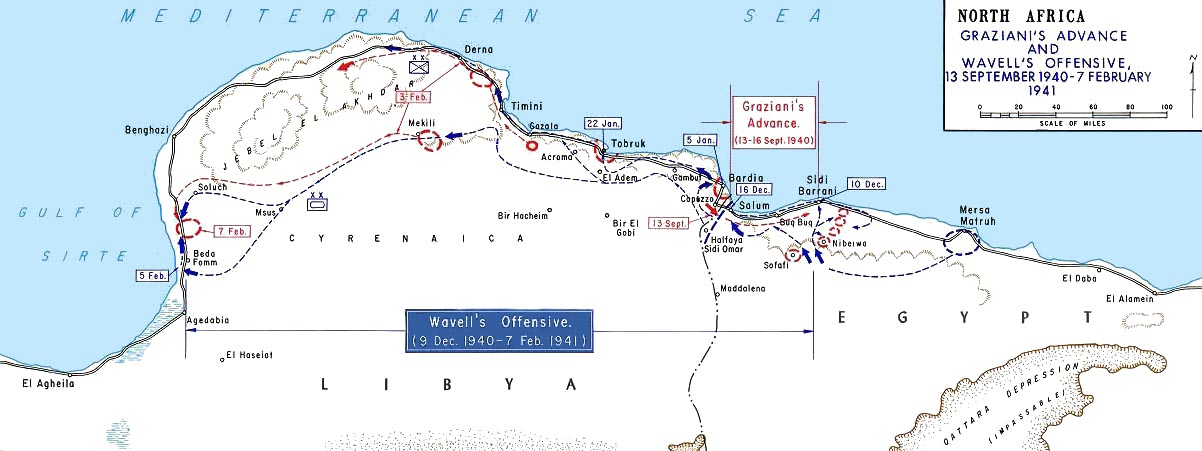
Bản đồ chiến dịch Compass và các cứ điểm quân sự

Sư đoàn 6 Úc đụng trận tại Bardia ngày 3 tháng 1 năm 1941. Lực lượng Ý tại đây khá mạnh nhưng quân Úc nhanh chóng chọc thủng tuyến phòng thủ dưới yểm trợ của pháo binh và thiết giáp Anh. Gần 40.000 quân Ý đầu hàng ngày 5 tháng 1. Sư đoàn 6 nhân thế thắng, tấn công Tobruk ngày 21 tháng 1 và bắt được 25.000 tù binh Ý. Sau đó quân Úc hành quân dọc ven biển đánh chiếm luôn Benghazi ngày 4 tháng 2. Sư đoàn 6 Úc được lệnh kéo sang Hy Lạp vào cuối tháng 2. Sư đoàn 9 Úc (trước đó chưa bao giờ đụng trận) kéo vào căn cứ Cyrenaica tại Bắc Phi thay thế Sư đoàn 6.
Cuối tháng 3 quân Đức tấn công Cyrenaica và đẩy lui quân Đồng Minh về phía đông. Sư đoàn 9 của Úc nhận trách nhiệm đi đoạn hậu, vừa đánh vừa lui. Quân Úc sau đó được lệnh phải giữ vững Tobruk trong 2 tháng để quân Anh kịp rút chạy về Ai Cập củng cố lực lượng. Trong trận Tobruk, Sư đoàn 9 Úc cùng Lữ đoàn 18 Anh và một số trung đoàn pháo binh và thiết giáp của Sư đoàn 7 Anh đào hào đắp ụ chiến lược chống cự và đẩy lui được nhiều đợt tấn công của xe tăng và bộ binh Đức. Hải quân Úc cũng tham gia chống giữ Tobruk, vừa pháo kích vào quân địch vừa đem tiếp viện từ Địa Trung Hải. Hai tàu chiến HMAS Waterhen và HMAS Parramatta của Úc bị bắn chìm trong lúc thi hành nhiệm vụ này. Tư lệnh quân Anh theo yêu cầu của chính phủ Úc cho Sư đoàn 9 rút khỏi Tobruk vào tháng 9, và đưa Sư đoàn 70 Lục quân Anh vào thay thế. Nhưng Tiểu đoàn 2/13 Úc phải ở lại chiến đấu tại Tobruk cho đến tháng 12 khi cuộc rút lui hoàn thành. Trong cuộc bảo vệ Tobruk, quân Úc thiệt mất 3.009 lính, trong đó 832 bị chết, và 941 bị quân Đức bắt làm tù binh.
Hai phi đoàn số 3 và số 450 Không quân Úc cũng có mặt tại chiến trường Bắc Phi. Ngoài ra, phi công Úc chiếm số lớn trong các đơn vị không quân Anh Desert Air Force.

### Hy Lạp, Crete và Liban

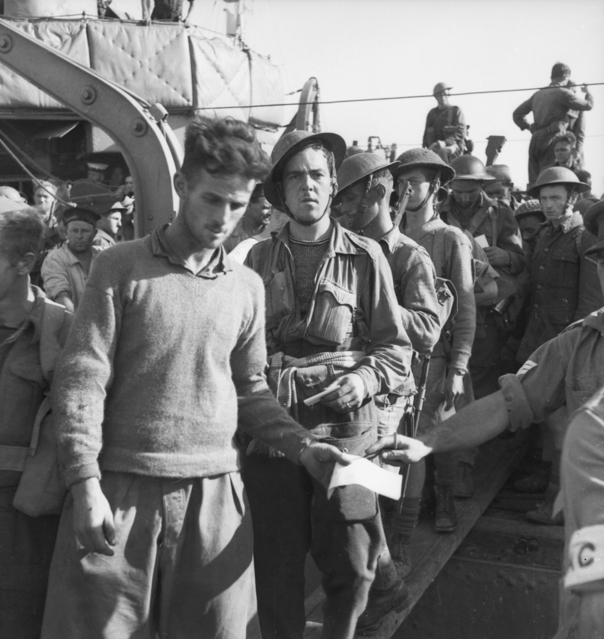
Lính Úc trong cuộc tháo chạy từ Hy Lạp về Alexandria.

Đầu năm 1941, Sư đoàn 6 và bộ chỉ huy Quân đoàn 1 Úc được đưa sang bảo vệ Hy Lạp chống cuộc xâm lăng của quân Đức. Trung tướng chỉ huy trưởng Úc Thomas Blamey và thủ tướng Menzies rất lo ngại về cuộc chiến tại Hy Lạp nhưng phải chấp nhận khi tư lệnh Anh cố tình trình bày cho Úc rằng cơ hội thua trận rất ít. Trên thực tế, lực lượng Đồng Minh đem vào Hy Lạp quá nhỏ so với số quân hùng hậu của Đức. Ngoài ra, quân Đồng Minh còn bị trở ngại về liên lạc thông tin với quân địa phương Hy Lạp. Quân Úc đến Hy Lạp vào tháng 3 và nhận giữ các cứ điểm phía bắc, cùng các đơn vị quân Anh và New Zealand. Chiến thuyền HMAS Perth được giao công tác bảo vệ các đoàn tàu tiếp viện và tham gia trận đánh tại Cape Matapan.
Ngày 6 tháng 4 năm 1941, quân Đức tràn sang đánh phá dữ dội, quân Đồng Minh đánh không lại phải bỏ chạy. Quân Úc và Đồng Minh vừa đánh đỡ vừa chạy về phía nam và leo lên tàu rút khỏi Hy Lạp từ ngày 24 tháng 4 đến ngày 1 tháng 5. Tàu chiến Úc kéo đến bảo vệ cuộc rút quân thê thảm này. Sư đoàn 6 Úc bị tổn thất rất nặng: 320 chết và 2.300 bị quân Đức bắt làm tù binh.
Trong khi Sư đoàn 6 chạy về Ai Cập, Lữ đoàn 19 Úc và hai tiểu đoàn lục quân Úc kéo đến đảo Crete chống lại cuộc tấn công của lính dù Đức. Lữ đoàn 19 giữ được vị trí trong thời gian đầu. Chẳng may, chỉ huy Đồng Minh suy tính sai lầm để mất các phi cảng chính và quân Đức đem thêm quân trở lại tấn công ác liệt. Quân Đồng Minh thua to bỏ chạy. Vì không có đường thoát, gần 3.000 lính Úc - trong đó có toàn bộ tiểu đoàn 2/7 Úc - bị bắt. Hải quân Úc lúc này được tăng cường hai chiến thuyền là HMAS Napier và HMAS Nizam. Các tàu chiến Úc một lần nữa phải đến cứu vớt lục quân Đồng Minh trên đường bỏ chạy từ Crete. Sau hai chiến bại, Sư đoàn 6 Úc chịu tổn thất quá nặng nề phải chấn chỉnh hàng ngũ trong vài tháng sau đó trước khi tái chiến.

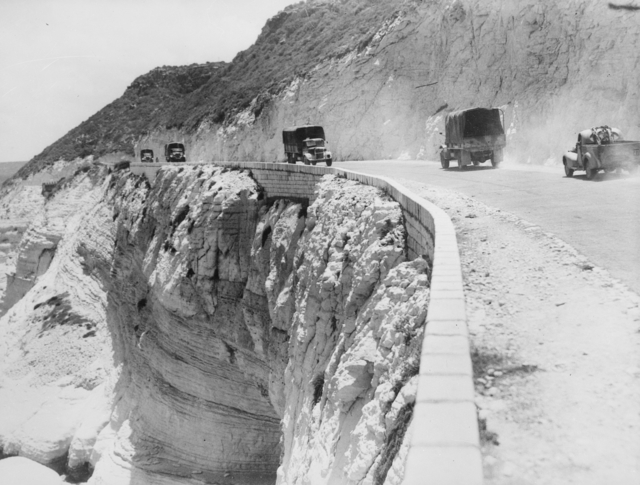
Xe tải quân đội Úc tại ven biển Liban trong chiến cuộc Syria-Liban

Tin thua trận làm lung lay tình hình chính trị tại Úc. Menzies bị mất tín nhiệm và phải từ chức ngày 26 tháng 8. Arthur Fadden lên thay thế chức thủ tướng nhưng đến ngày 3 tháng 10 thì chính phủ Fadden sụp đổ. John Curtin của Đảng Lao động Úc lên làm thủ tướng.
Quân Úc thuộc Sư đoàn 7 và Lữ đoàn 17 của Sư đoàn 6 là lực lượng chủ yếu của Đồng Minh trong chiến dịch Syria-Liban, tấn công các căn cứ của quân đội chính phủ Vichy trong hai tháng 6 - 7 năm 1941. Không quân Úc RAAF cùng Không quân Anh RAF yểm trợ cuộc tấn công của Lục quân Úc. Ngày 8 tháng 6, quân Úc kéo vào Liban và tiến dọc theo ven biển và vùng thung lũng sông Litani. Quân Pháp Vichy tuy yếu nhưng biết lợi dụng địa thế hiểm trở nên có đủ khả năng phòng chống. Quân Đồng Minh bị cầm chân cho đến khi được tiếp viện. Bộ chỉ huy Quân đoàn 1 Úc đến thay thế lãnh chức vụ chỉ huy và mở cuộc đánh dồn. Quân Pháp thua chạy. Sư đoàn 7 liền đó tấn công và chiếm Beirut ngày 2 tháng 7. Sau khi thua trận tại Beirut và tuyến phòng thủ tại Syria đã vỡ, quân Vichy phải xin ký hòa ước và chấm dứt cuộc chiến ngày 13 tháng 7 năm 1941.

### El Alamein

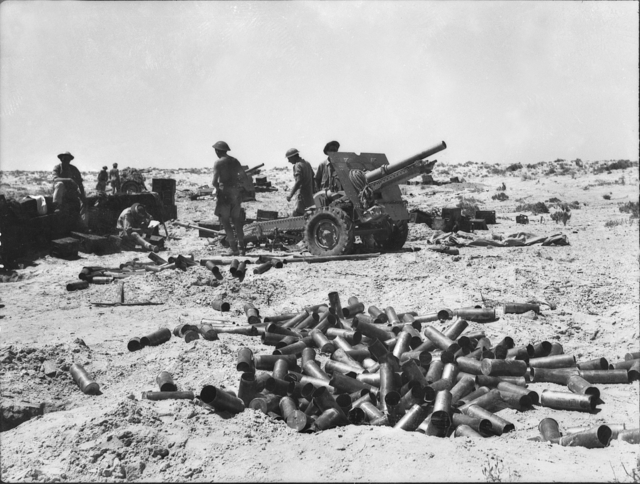
Trung đoàn 2/8 Úc tại El Alamein tháng 7 năm 1942

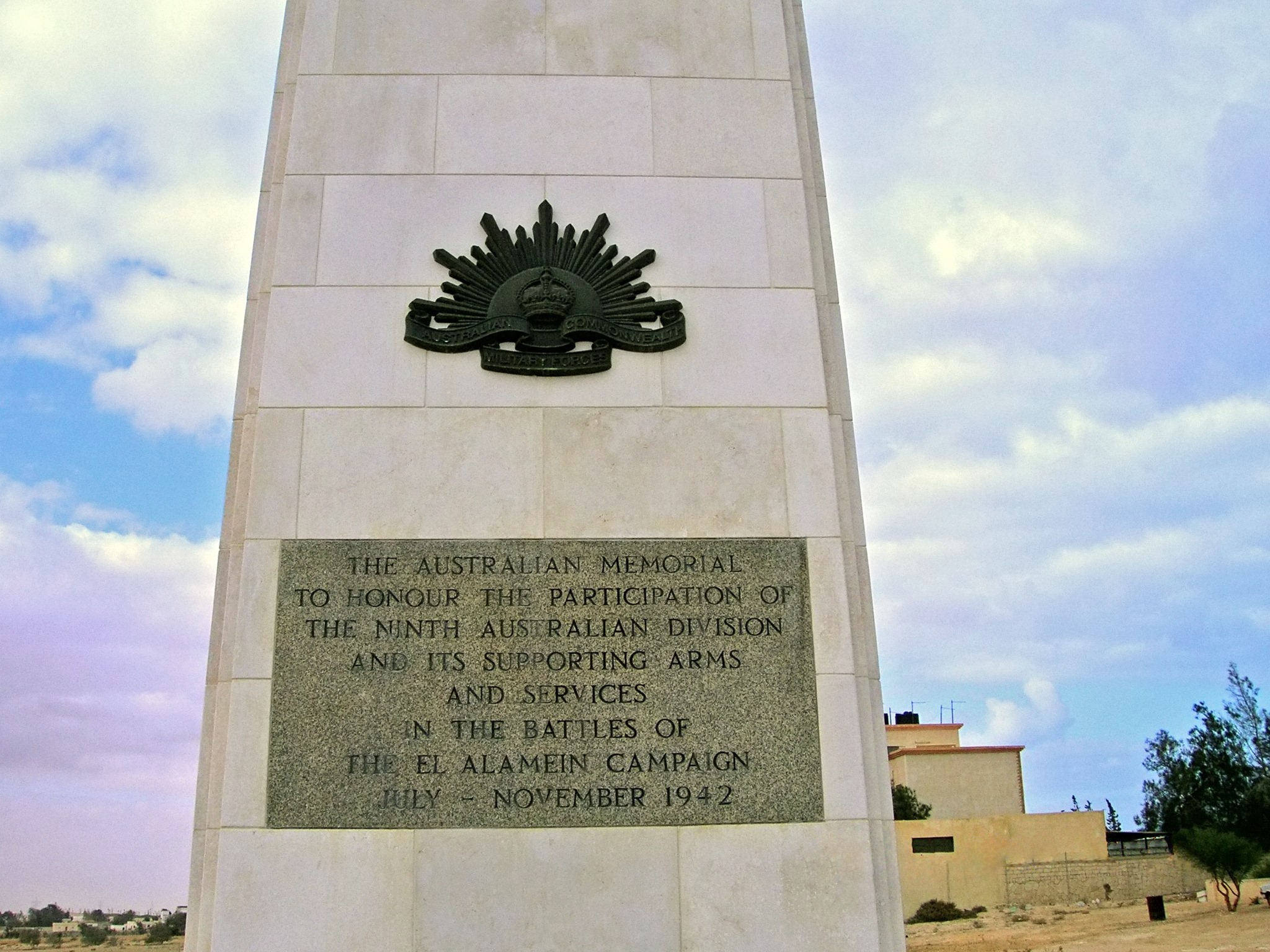
Đài tưởng niệm quân Úc thuộc Sư đoàn 9 tại nghĩa trang El Alamein.

Trong nửa sau của năm 1941, Quân đoàn 1 Úc tập trung lực lượng tại Syria và Liban để củng cố chuẩn bị tham gia các trận đánh tới tại Trung Đông. Lúc này Nhật Bản bắt đầu bành trường thế lực tại Thái Bình Dương và là một hăm dọa cho an ninh quốc phòng Úc. Chính quyền Úc ra lệnh cho Sư đoàn 6 và 7 về Úc năm 1942. Theo thỏa hiệp với quân Anh-Hoa Kỳ, Sư đoàn 9 Úc phải ở lại Trung Đông. Quân Đồng Minh bù lại sẽ giúp tăng cường lực lượng Không quân Úc lên đến 73 phi đoàn. Chính phủ Úc dự tính Sư đoàn 9 sẽ không tham gia nhiều chiến trận nên không tiếp viện thêm cho sư đoàn này. Toàn bộ lực lượng hải quân Úc tại Trung Đông cũng được lệnh kéo về. Nhưng phi công không quân Úc vẫn phải tiếp tục chiến đấu tại đây.
Tháng 6 năm 1942, 4 chiếc khu trục hạm Úc lại kéo từ Ấn Độ Dương về Địa Trung Hải tham gia chiến dịch Vigorous tại Malta. Quân Đồng Minh thất trận. Chiến hạm HMAS Nestor của Úc bị đánh bom và bị đắm ngày 16 tháng 6. Ba chiếc còn lại chạy về Ấn Độ Dương.
Giữa năm 1942, quân Đức-Ý đánh bại quân Đồng Minh Anh tại trận Gazala và tiến sâu vào tây bắc Ai Cập. Tập đoàn quân 8 của Anh lập tuyến phòng thủ tại trạm xe lửa thuộc El Alamein, 100 km phía tây Alexandria. Sư đoàn 9 Úc được lệnh ra canh phòng vị trí này. Sư đoàn 9 đến El Alamein ngày 6 tháng 7 và giữ đầu phía bắc tuyến phòng thủ của Đồng Minh. Trong trận El Alamein thứ nhất, quân Úc tuy lập được thành tích chống cự quân Đức nhưng chịu tổn thất khá cao: toàn bộ tiểu đoàn 2/28 Úc bị bắt làm tù binh ngày 27 tháng 7. Sư đoàn 9 kéo về tiếp tục phòng thủ phía bắc trận tuyến và tái chiến trong trận El Alamein thứ hai vào tháng 9.
Trong cuộc tấn công ác liệt nhất của trận El Alamein thứ hai, Sư đoàn 9 Úc đánh dọc ven biển để tỉa bớt lực lượng Đức-Ý đang đánh Sư đoàn 2 New Zealand. Nhờ đó mà Sư đoàn 2 New Zealand chọc thủng được phòng tuyến của quân Đức-Ý vào đêm 1 - sáng ngày 2 tháng 11. Sư đoàn 9 chịu tổn thất rất cao cho cuộc tấn công dụ địch này và sau đó không còn đủ sức truy đuổi quân phe Trục đang tháo chạy. Chính phủ Úc yêu cầu tư lệnh Đồng Minh cho rút Sư đoàn 9 về với lý do Úc không đủ sức tiếp vận cho quân đội tại mặt trận Bắc Phi. Sư đoàn 9 Úc rời chiến trường châu Phi vào tháng 1 năm 1943.

### Tunisia, Sicilia và Ý

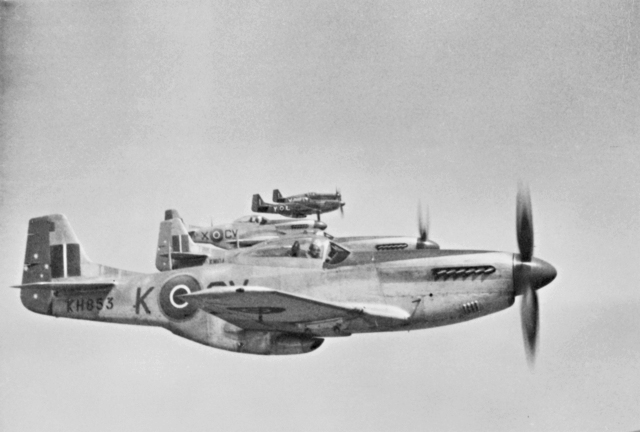
Máy bay P-51 Mustang thuộc Phi đoàn số 3 của Úc sau cuộc oanh tạc bắc Ý vào tháng 5 năm 1945

Sau trận El Alamien, các đơn vị chủ lực của Úc được kéo về, nhưng một số đơn vị hải và không quân Úc vẫn ở lại tham gia chiến đấu tại mặt trận châu Phi và châu Âu cho đến cuối cuộc thế chiến. Các phi đoàn Úc tháp tùng Tập đoàn quân 8 đánh vào Lybia và Chiến dịch Tunisia. Hai khu trục hạm Úc HMAS Quiberon và HMAS Quickmatch tham gia Chiến dịch Torch vào tháng 11 năm 1942. Quân lực Úc tiếp tục tham chiến tại Ý.
Trong cuộc tấn công đảo Sicilia của Đồng Minh, Hải quân Úc đưa 8 chiếc hộ tống hạm lớp Bathurst đến tham chiến dưới chỉ huy của Hạm đội miền Đông của hải quân Anh. Các tàu chiến Úc cũng theo hộ tống nhiều đoàn tàu buôn tiếp vận của Đồng Minh.
Không đoàn 239 và 4 phi đội thuộc phi đoàn Article XV Úc cũng góp phần trong trận đánh vào Sicilia. Không đoàn 239 sau đó tiếp tục các phi vụ tấn công lãnh thổ Phát xít Ý vào tháng 9 năm 1943. Đơn vị này còn tham gia oanh tạc các đường tiếp vận của quân Đức cho đến cuối cuộc thế chiến. Phi đoàn 454 Úc cùng nhiều phi công Úc trong các phi đoàn Đồng Minh tham gia trận tấn công Ý vào tháng 8 năm 1944.
Không quân Úc còn tham gia các chiến dịch của Đồng Minh tại nhiều mặt trận khác. Phi đoàn 451 (sử dụng các máy bay Spitfire) và Phi đoàn 458 (sử dụng các máy bay Wellington) yểm trợ không quân Đồng Minh trong chiến dịch Dragoon tấn công vào phía nam nước Pháp vào tháng 8 năm 1944. Phi đoàn 451 lập căn cứ tại Pháp, sau đó chuyển về Ý và sau cùng về Anh. Phi đoàn 459 lập căn cứ tại phía đông Địa Trung Hải và châu Âu, công kích quân Đức tại Hy Lạp và biển Aegean.
Ngoài ra còn có 150 lính Úc phục vụ trong Lực lượng không quân Balkan, trong đó có Phi đoàn 148 Úc chuyên thả tiếp vận và lính dù giúp lực lượng kháng chiến Nam Tư. Năm 1944, phi đoàn này đã cố gắng thả tiếp vận cho nhân dân Ba Lan trong cuộc nổi dậy Warsaw nhưng không thành công.

## Anh Quốc và phía Tây châu Âu

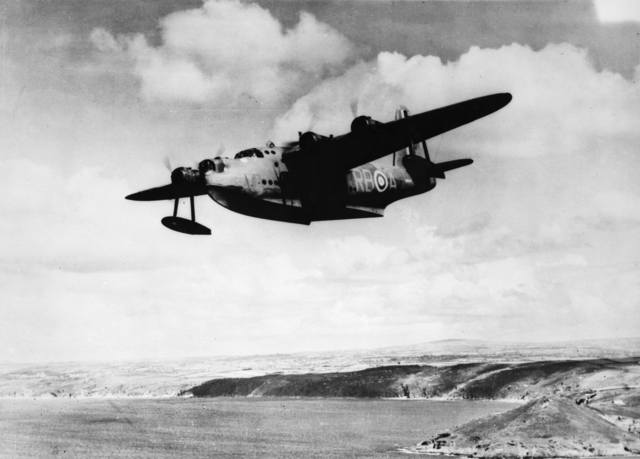
Thủy phi cơ Sunderland của Phi đoàn 10 bắt đầu cuộc tuần tra Đại Tây Dương năm 1941.

Trong Chiến tranh thế giới thứ nhất, rất nhiều quân Úc tham gia mặt trận Tây Âu. Trong Chiến tranh thế giới thứ hai, quân Úc không tham dự nhiều tại trận địa này. Chỉ có hai lữ đoàn lục quân Úc đóng quân tại Anh cuối năm 1940 và vài chiến thuyền tham gia hành quân tại Đại Tây Dương. Đóng góp lớn nhất của quân đội Úc tại mặt trận phía tây là lực lượng của hàng nghìn phi công, trong các phi đoàn của không quân Úc và của Đồng Minh, tham gia các cuộc dội bom vào Đức và bảo vệ các đoàn tàu hàng tiếp vận trên Đại Tây Dương.

### Bảo vệ nước Anh
Trong cuộc không chiến tại Anh Quốc năm 1940, hơn 100 phi công Úc tác chiến dưới chỉ huy của không quân Anh. Lữ đoàn 18 và 25 AIF Lục quân Úc đóng quân tại Anh tham gia hành quân lưu động đề phòng trường hợp quân Đức tấn công bằng lính dù. Một toán lính khai phá rừng của Úc cũng có mặt tại Anh trong những năm 1940 - 1943. Nhiều phi đoàn Úc được thành lập trong những năm 1941 - 1942, đã nhiều lần tấn công các máy bay oanh tạc của Đức và trong năm 1944 góp sức bắn rớt các tên lửa V1.
Không quân RAAF và hải quân Úc RAN đều có mặt tại trận chiến Đại Tây Dương. Phi đoàn 10 Úc đóng căn cứ tại Anh từ đầu cuộc chiến. Dưới chỉ huy của Anh, Phi đoàn 10 dùng Thủy phi cơ Short Sunderland chuyên chở tiếp vận cho quân Đồng Minh cho đến hết Thế chiến. Về sau, Phi đoàn 461 được tăng cường sang từ tháng 4 năm 1942. Hai phi đoàn này hộ tống các đoàn tàu hàng, và bắn hủy được 12 U-boot của Đức. Rất nhiều phi công Úc trực thuộc toán tuần tra ven biển của Anh (RAF Coastal Command), trong đó có Phi đoàn 455 hoạt động từ tháng 4 năm 1942 với nhiều máy bay ném bom loại nhẹ. Phi đoàn này đặc biệt được gửi sang Vaenga, Liên Xô để hộ tống đoàn tàu PQ-18.
Hải quân Úc cũng đưa hàng trăm thủy thủ trên một số tàu tuần dương và khu trục Úc theo hộ tống các đoàn tàu hàng tiếp vận của Đồng Minh trên Đại Tây Dương và biển Caribbean.

### Không chiến trên châu Âu
Phi công Úc là một lực lượng đáng kể trong cuộc oanh tạc chiến lược của Đồng Minh vào châu Âu và đưa đến ngày tàn của Đức Quốc xã. Khoảng 13.000 phi công phục vụ trong hàng chục phi đoàn Anh và 5 phi đoàn Úc thuộc Bộ chỉ huy oanh tạc Không quân Hoàng gia Anh (RAF Bomber Command) từ năm 1940 đến hết cuộc chiến. Tuy nhiên không một chiến tích nào được cho là hoàn toàn của Úc, vì các phi đội Úc luôn nằm dưới chỉ huy Anh hay cùng toán với nhiều phi đội Đồng Minh khác.

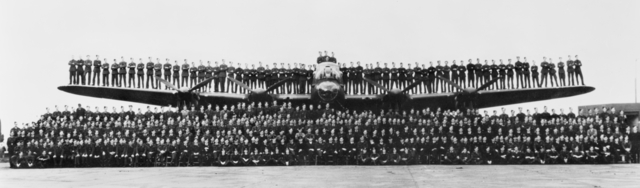
Phi đoàn 460 và chiếc oanh tạc cơ Lancaster - tháng 8 năm 1943

Những phi công trong Bộ chỉ huy oanh tạc tốt nghiệp từ dự án EATS (xem phần trên). Họ không được tập trung vào lực lượng của Úc mà phải tòng quân theo bất cứ đơn vị nào cần thêm lính trong quân đội của Đồng Minh. Năm phi đoàn ném bom của Úc là phi đoàn 460, 462, 463, 466 và 467 - trực thuộc Bộ chỉ huy oanh tạc từ năm 1941 đến năm 1945, vớ số phi công tại ngũ tăng dần theo thời gian. Phi đoàn 464 lúc đầu thuộc Bộ chỉ huy oanh tạc nhưng vào tháng 6 năm 1943 được thuyên chuyển vào Lực lượng không quân chiến thuật thứ hai (RAF Second Tactical Air Force), tham gia đánh phá các mục tiêu quân sự của Đức tại châu Âu. Trong khi Không quân Canada tập trung các phi đoàn của họ trong một đơn vị, Liên đoàn Không quân Hoàng gia Canada (No. 6 Group Royal Canadian Air Force) vào năm 1943, các phi đoàn Úc bị chia vào lẫn lộn với các đơn vị các nước và nằm dưới chỉ huy của Không quân Anh, chính phủ Úc hoàn toàn không có quyền kiểm soát hay sử dụng lực lượng không quân của mình tại châu Âu.
Không quân Úc tham gia ném bom vào các thành phố và cứ điểm của Pháp và Đức. Số phi vụ do các phi đoàn Úc thực hiện chiếm 10% tổng số phi vụ của quân Đồng Minh trong mùa đông 1943-44, trong đó có trận không chiến Berlin. Các phi công Úc đã thả 6% số bom dưới chỉ huy của Bộ chỉ huy oanh tạc. So với các quân chủng khác, Không quân Úc chịu tổn thất cao nhất. Mặc dù chỉ chiếm 2% số lính Úc, số tử vong của phi công Úc lên đến 3.486 người; chiếm 20% tổng số tử vong của toàn thể quân lực Úc trong Thế chiếc thứ hai, và hàng trăm phi công bị bắt làm tù binh.
Hàng trăm binh lính Úc tham dự cuộc giải phóng phía tây châu Âu trong năm 1944-1945. Bảy phi đoàn RAAF, hàng trăm phi công Úc trong các đơn vị của RAF và 500 thủy thủ Úc trong Hải quân Anh tham gia cuộc đổ bộ vào Normandy ngày 6 tháng 6 năm 1944. Từ ngày 11 tháng 6 đến tháng 9 năm 1944, các máy bay Spitfire của Phi đoàn 453 đặt căn cứ tại Pháp, đã hộ tống các máy bay ném bom đủ cỡ yểm trợ cuộc giải phóng nước này. Sau đó, các phi đoàn Úc tiếp tục hộ tống các cuộc hành quân trên bộ và thực hiện các phi vụ ném bom vào châu Âu. Hai phi đoàn 451 và 453 gia nhập quân đội Anh tại vùng Rhine chiếm đóng nước Đức từ tháng 9 năm 1945. Tuy tư lệnh Anh dự tính đặt căn cứ lâu dài cho các phi đoàn Úc tại châu Âu, lính Úc luôn muốn về quê nhà và ít lâu sau cả hai phi đoàn giải thể vào tháng 1 năm 1946.

## Thái Bình Dương

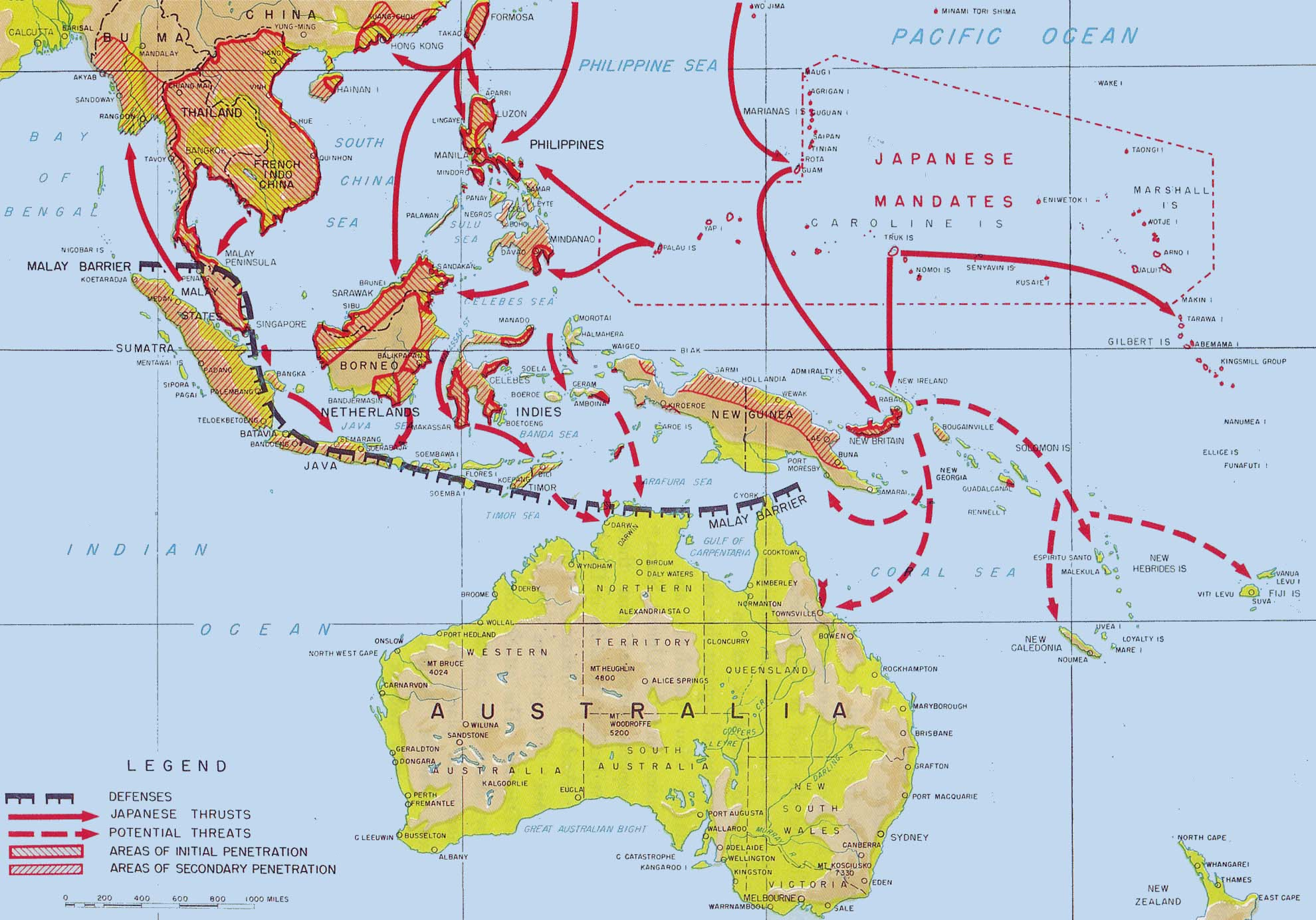
Bản đồ bành trướng của Nhật tại vùng đảo Malay năm 1941–42 hăm dọa an ninh Úc

Trong những năm đầu cuộc chiến, vì quân Úc hành quân dưới chỉ huy của Đế quốc Anh nên chỉ còn rất ít quân đóng tại Úc và khu vực châu Á - Thái Bình Dương. Đến năm 1941, khi Nhật Bản bắt đầu hăm dọa khu vực, quân Úc bắt đầu tăng cường lực lượng quốc phòng nhưng không đầy đủ. Vào tháng 12 năm 1941, lực lượng Úc chỉ có 8 sư đoàn đồn trú tại Malaysia và 8 sư đoàn chưa trang bị đầy đủ tại Úc kể cả Sư đoàn 1 Thiết giáp. Không quân chỉ có 373 máy bay, phần lớn là loại hết thời chỉ dùng để huấn luyện phi công. Hải quân Úc có 3 chiếc tuần dương và 2 chiếc khu trục hoạt động trong hải phận Úc.
Năm 1942, chính phủ Úc một mặt kéo quân từ các chiến trường Âu-Phi về nước một mặt động viên nhập ngũ, tăng cường lực lượng quốc phòng. Quân đội Hoa Kỳ đồng thời cũng kéo sang trú đóng tại Úc trước khi qua New Guinea. Cuối năm 1942, quân Đồng Minh mở cuộc phản công đánh Nhật và đến năm 1943 bắt đầu chiếm thế thượng phong. Từ năm 1944, quân Úc thường giữ vai trò phụ, nhưng vẫn tiếp tục mở các chiến dịch đánh lớn cho đến cuối cuộc chiến thế giới.

### Malaya và Singapore

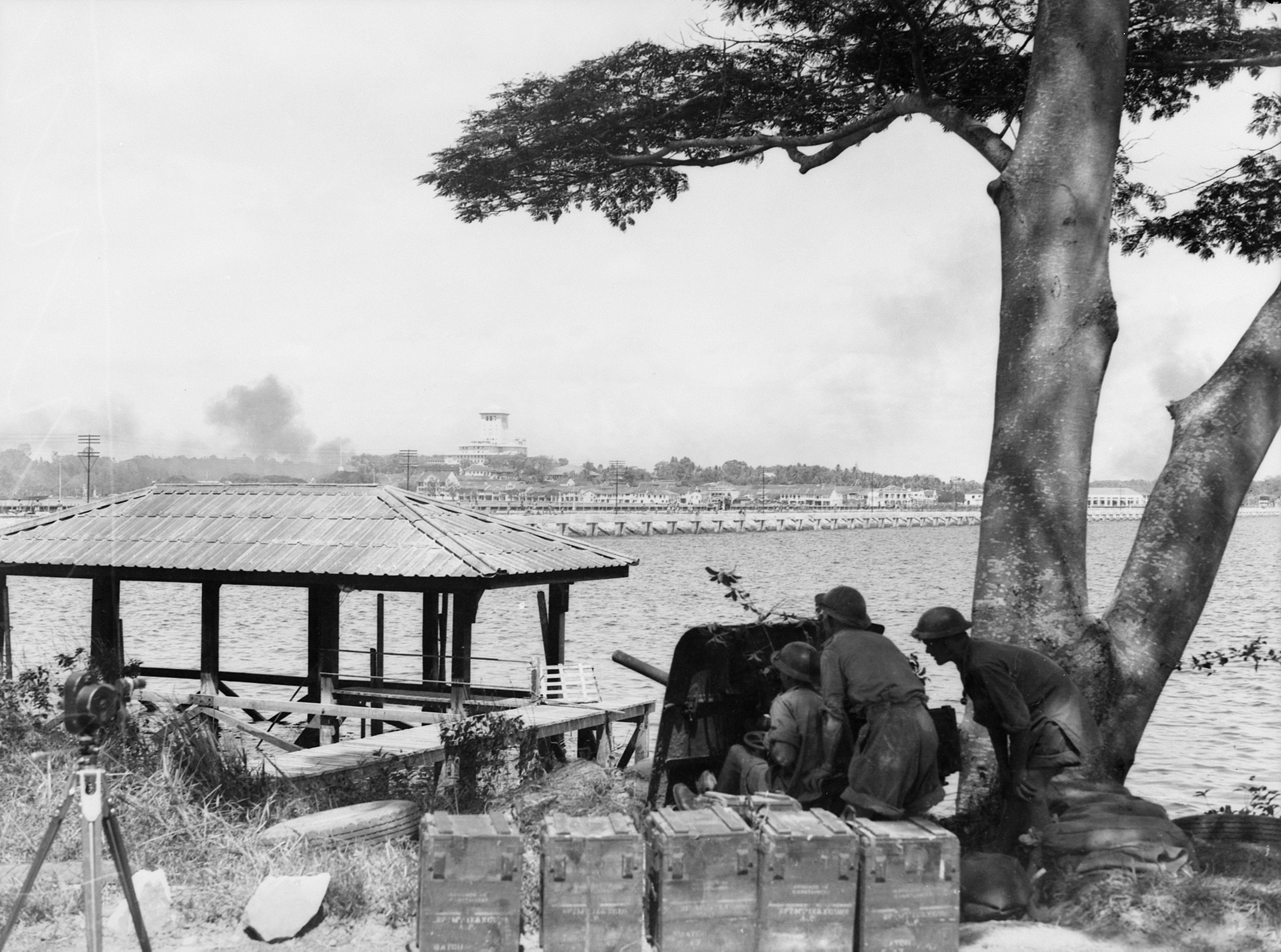
Súng chống tăng Úc tại Johore Causeway, giữa Singapore và Malaya - tháng 2 năm 1942

Từ thập niên 1920, chính phủ Úc theo Chính sách Singapore, lập căn cứ hải quân phòng vệ tại Singapore dưới yểm trợ của hải quân Anh đề phòng tấn công của Nhật Bản. Do đó hải quân Úc tập trung khá mạnh tại khu vực Mã Lai trong các năm 1940 - 1941. Khi cuộc chiến bùng nổ, quân Úc ở Mã Lai gồm Sư đoàn 8 (trừ Lữ đoàn 23) dưới chỉ huy của tướng Gordon Bennett, bốn phi đoàn không quân và 8 chiến thuyền. Các máy bay Úc đụng trận đầu tiên ngày 6 tháng 12 năm 1941 khi bị phát hiện đang theo dõi các máy bay Nhật. Quân Úc tham chiến cùng quân Anh trong cuộc phản công đánh quân Nhật đổ bộ vào Mã Lai, nhưng phe Đồng Minh thua to. Chiến thuyền Úc HMAS Vampire hộ tống chiếc Prince of Wales và chiếc Repulse của Anh ra chận đánh tàu Nhật nhưng bị đánh bại.
Sư đoàn 8 Úc cùng các đơn vị thuộc Tập đoàn quân Ấn Độ được giao trọng trách giữ khu vực Johore tại phía nam Mã Lai. Đến giữa tháng 1 năm 1942, Tập đoàn quân 25 của Nhật kéo đến. Bennett đặt chiến thuật sai lầm, cho quân Ấn giữ cứ điểm quan trọng ở sườn đội hình. Quân Nhật nhân dịp đánh vào cứ điểm, phá được tuyến phòng thủ. Quân Úc chịu tổn thất nặng nề phải chạy về Singapore tối ngày 30 sáng ngày 31 tháng 1.
Sư đoàn 8 Úc thua chạy về Singapore và được đưa sang phòng thủ phía tây-bắc. Sau tổn thất trận Johore, Sư đoàn 8 chỉ còn nửa lực lượng. Chỉ huy trưởng Singapore là Arthur Ernest Percival tin rằng Nhật sẽ đổ bộ vào phía đông-bắc nên cho hết quân lính (thuộc Sư đoàn 18 Lục quân Anh) ra đó đóng giữ. Ngày 8 tháng 2, quân Nhật bất thình lình đánh vào bãi biển Sarimbun ở phía tây-bắc, nơi Sư đoàn 8 Úc đang hồi phục. Quân Úc cầm cự được hai ngày thì phải bỏ chạy về Kranji. Quân Nhật đánh rấn tới và quân Úc bỏ luôn Kranji kéo về đóng quân tại trung tâm đảo Mã Lai. Khi bị Nhật xiết dần vòng vây về Singapore, tướng Percival phải đầu hàng ngày 15 tháng 2 năm 1942. Gần 15.000 lính Úc bị bắt làm tù binh, một số leo ghe chạy thoát - trong có đó tướng Bennett. Ông này về sau bị kiểm điểm là đã trốn tránh trách nhiệm chỉ huy.

### Nam Dương và Rabaul
Trong khi phần lớn lực lượng quân Úc được đặt tại Mã Lai và Singapore để phòng chống quân Nhật Bản, một số ít đặt tại các đảo ven biển phía bắc Úc vì từ các đảo này quân Nhật có thể thiết lập các sân bay và tấn công oanh tạc lục địa Úc. Các toán canh phòng vùng biển cũng được gửi ra quần đảo Bismarck và quần đảo Solomon canh chừng hành động của quân Nhật.

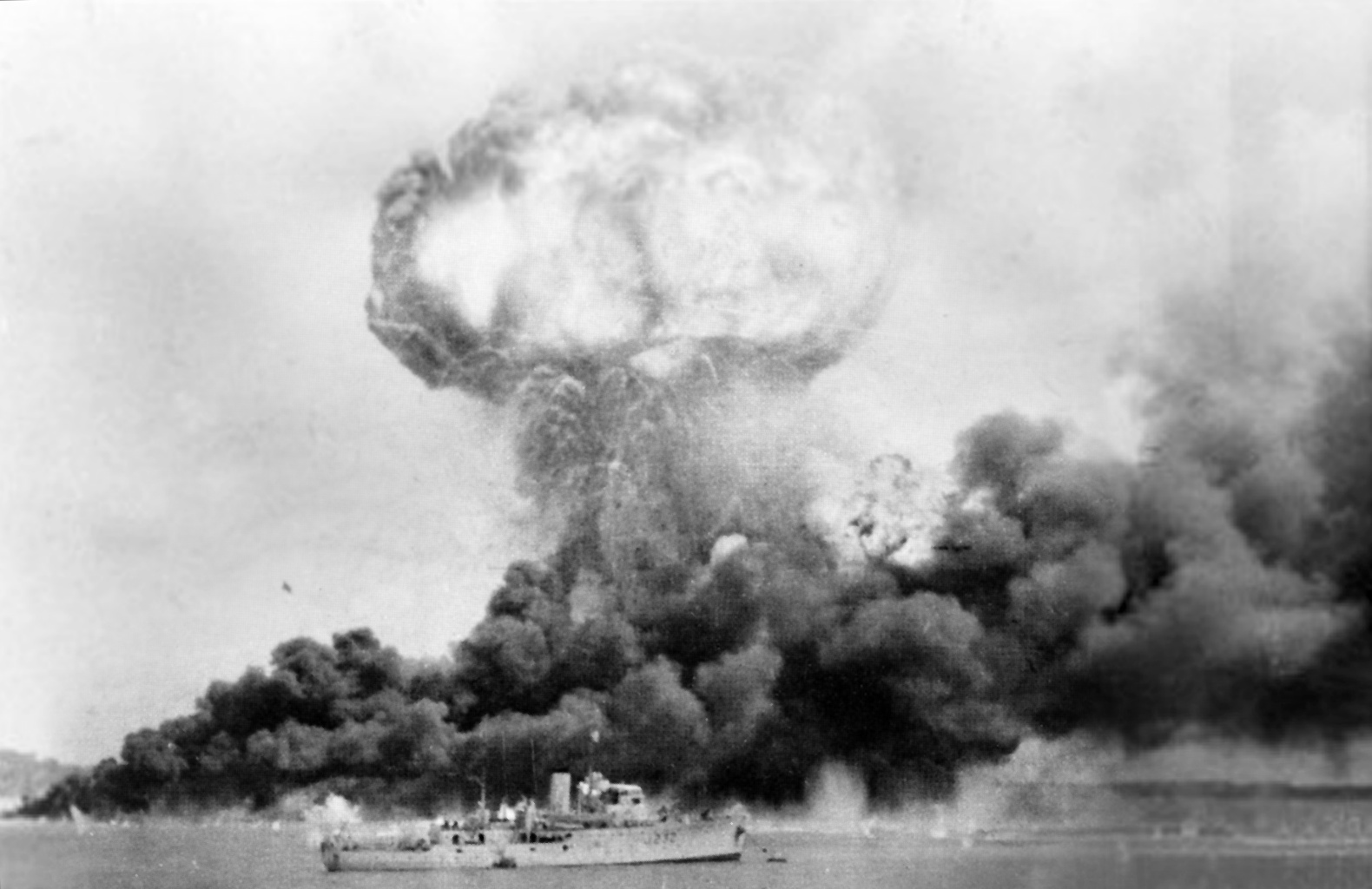
Kho xăng tại Darwin bị bom Nhật ngày 19 tháng 2 năm 1942

Trong thời gian đầu của cuộc chiến tại Thái Bình Dương, thị trấn cứ điểm chiến lược Rabaul tại New Britain được quân Úc thuộc Lark force (tạm dịch: Lực lượng Chim ban mai) bảo vệ, gồm Tiểu đoàn Bộ binh 2/22, với các đơn vị pháo binh duyên hải và không quân rất sơ sài. Mặc dầu dư biết Lark force quá yếu để có thể chống lại quân Nhật đổ bộ Rabaul ngày 22 tháng 1 năm 1942, quân đội Úc không thể nào tăng cường tiếp viện được.
Lark force bị quân Nhật tiêu diệt trong vòng một tuần, những binh lính sống sót bị bắt làm tù binh. Rất ít người sống sót sau cuộc chiến. Ít nhất 130 quân lính Úc bị lính Nhật giết hại ngày 4 tháng 2, và 1.057 quân sĩ và thường dân Úc chết khi chiếc tàu chở họ về Nhật bị tàu ngầm Mỹ bắn chìm ngày 1 tháng 7 năm 1942.